# Jean-Baptiste Joseph Debay den äldre

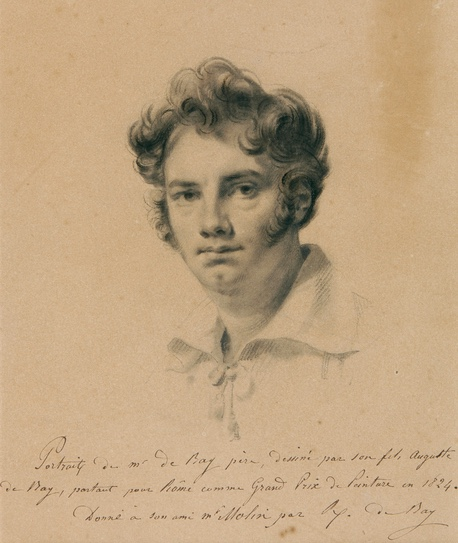
Joseph Debay.

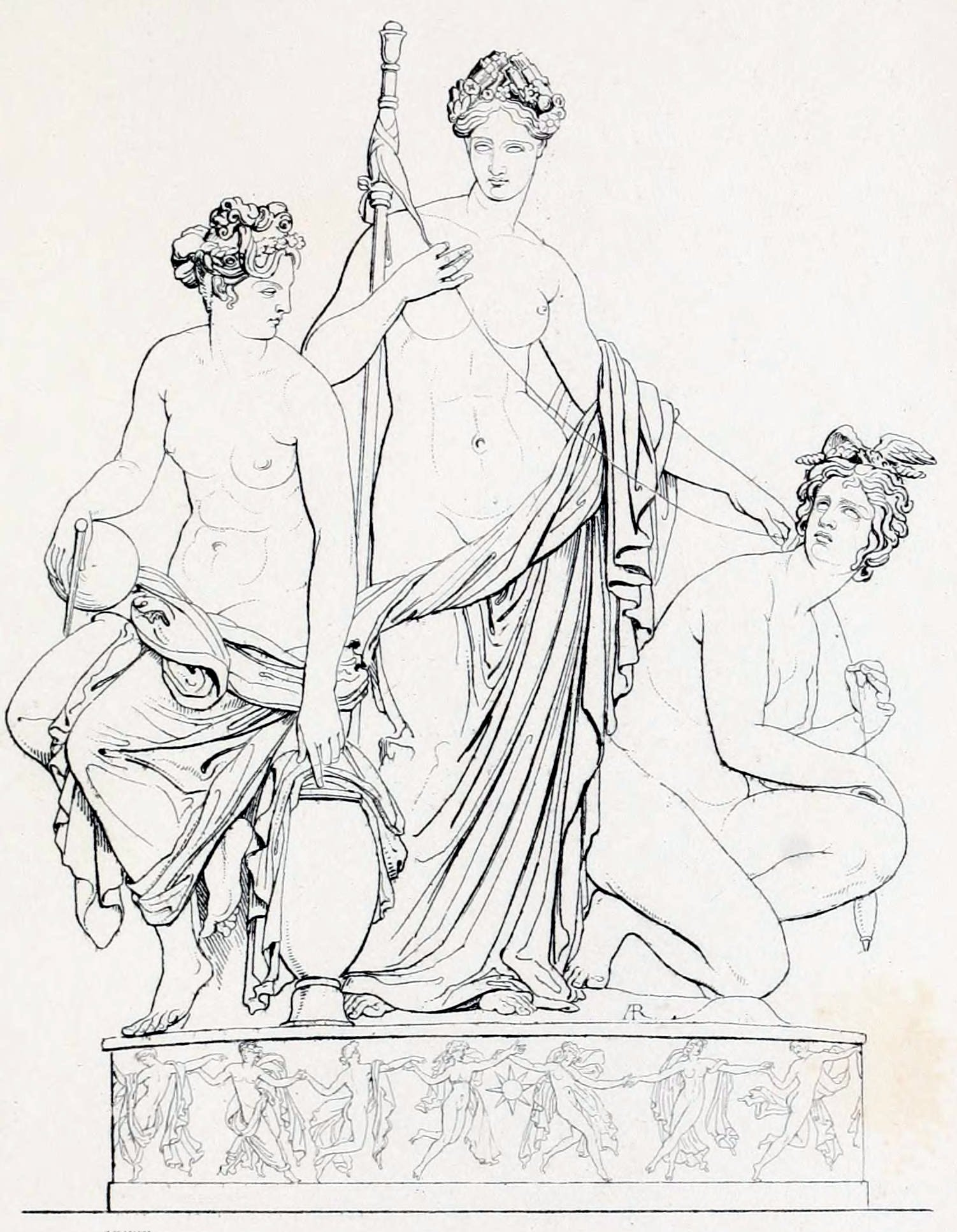
Parcerna av Debay. Skiss.

Jean-Baptiste Joseph Debay den äldre, född 16 oktober 1779, död 14 juni 1863, var en fransk bildhuggare. 
Debay utförde flera monumentala arbeten, bland annat de tio statyerna på börsen i Nantes, Perikles i Tuileries-trädgården, Ludvig XIV:s ryttarstaty i Montpellier, 1829, Karl Martel i marmor, på Versailles och Colbert i Luxembourg-palatset, samt grupper som Mercurius söver Argus.
Debay var far till Jean-Baptiste Joseph Debay den yngre och Auguste Hyacinthe Debay, som också var skulptörer.